# Asedio de Puerto Cabello (1823)
El quinto asedio de Puerto Cabello fue el último enfrentamiento militar de envergadura librado en la Guerra de Independencia de Venezuela durante la campaña de Occidente a finales de 1823. Significó la conclusión de la última presencia estable de la Corona española en territorio venezolano, entonces parte de la Gran Colombia. 

## Antecedentes
Tras la capitulación del último capitán general, el canario Francisco Tomás Morales, y su ejército el 3 de agosto de 1823 ante el brigadier Manuel Manrique, quedaba únicamente la guarnición de Puerto Cabello, al mando del brigadier Sebastián de la Calzada como la última fuerza leal al rey Fernando VII de España en Venezuela. José Antonio Páez envió al general Santiago Mariño a poner fin a dicho peligro.
Los republicanos acamparon en El Palito; eran 1.500 a 1.600 soldados organizados en los batallones Granaderos, Anzoátegui y Boyacá y un escuadrón de caballería de húsares, este último bajo el mando del coronel Fernando Figueredo Mena, oficial que estuvo preso por siete meses en el castillo San Felipe de esa ciudad, cuando derrotado el coronel Florencio Palacios por el capitán realista Francisco Mármol en Araure el 18 de abril de 1812. Por ello que Páez le pidió participar en la acción, pues conocía toda la fortificación.

## Asedio
El 23 de septiembre comenzaba el asedio. De inmediato, Calzada decidió abandonar la ciudad por considerarla indefendible y atrincherarse en el castillo San Felipe y varias baterías en la rada. El 31 de octubre, Páez llegó para ofrecer una capitulación negociada dada la inutilidad del sacrificio de sangre, ya que no podían recibir refuerzos por mar debido al bloqueo de 18 barcos del almirante José Prudencio Padilla y el contraalmirante Renato Beluche. El brigadier español se negó y durante la noche del 7 de noviembre, a las 22:00 horas, guiados por un esclavo llamado Julián Ibarra, se infiltran sigilosamente desde el fuerte Trincherón los soldados patriotas. La tropa incluía 100 a 400 fusileros del Anzoátegui de la Guardia al mando del teniente coronel José Inácio de Abreu e Lima y 100 a 150 lanceros del regimiento Honor del teniente coronel José Francisco Farfán. 
Comandados por el teniente coronel José Andrés Elorza y el mayor Manuel Cala, los soldados se metieron uno a uno al agua y por cuatro horas atravesaron manglares con agua hasta el pecho, las armas en la boca y pisando suelo fangoso. Después de cuatro horas, llegaron a sus posiciones y atacaron, capturando después de una hora las baterías de Corito, de La Princesa y de El Príncipe. El mantuano de Coro, coronel Manuel de Carrera y de la Colina, logra resistir en el castillo hasta el 10 de noviembre, momento en que también se rinde. El brigadier Calzada y su Estado Mayor se refugiaron en la iglesia del Rosario hasta las 06:00 horas de ese día, cuando fueron entregados por los dos sacerdotes que los protegían. Como señal de capitulación, La Calzada entregó su espada a Páez.

## Consecuencias
Basados en los datos aportados por Páez, durante el asalto nocturno murieron 10 patriotas y otros 35 resultaron heridos. En cambio, los defensores padecieron 156 muertos y 59 heridos. Con la capitulación, los republicanos capturaron 56 oficiales, 539 soldados, 620 fusiles, 60 cañones, 6 lanchas cañoneras y 3.000 quintales de pólvora; además, la corbeta Bailén fue incendiada.
Poco después varios soldados y vecinos realistas reciben permiso para embarcarse a Cuba. La guerra llegaba a su fin. En Valencia, como capital de la provincia de Carabobo, quedó una guarnición permanente de 2.000 infantes y jinetes. La tropa y la provincia quedaron a cargo del coronel Figueredo.